# Роман Петровић
Роман Петровић (Доњи Вакуф, 1896 — Сарајево, 1947) био је југословенски академски сликар, иконописац, сценограф и наставник цртања.

## Биографија
Рођен је у породици  украјинско-пољског порекла. Образовање је стекао на више образовних институција широм Аустроугарске. Између 1913. и 1916. се образовао на Академији ликовних умјетности у Кракову, затим у периоду између 1916. и 1917. на Вишој школи за ликовне умјетности у Будимпешти. Након усавршавања у Паризу, запослио се као наставник цртања у Сарајеву, а након тога као сценограф Народног позоришта у Сарајеву у вријеме када је Бранислав Нушић био директор позоришта. У овом периоду је сликао пејзаже, фигуралне композиције, иконостасе, као и карикатуре (карикатура Бранислава Нушића). Бавио се и фрескописањем, као и илустрацијом књига.

## Дјела
Између осталих, његова значајнија дјела су: 
- Крик, 1943
- Саборна црква у Сарајеву
- Кровови Сарајева
- Бранислав Нушић, карикатура
- Иконостас и иконе цркве успења пресвете Богородице у Мокром
- Фреске у цркви Светог пророка Илије у Сокоцу
- Фреске у православној цркви у Травнику
- Портрет сестре
- Аутопортрет
- Дјеца улице
- У шуми, цртеш крејоном
- Алагорија, акварелисани дрворез

## Галерија
- Куле
- Коло
- Дворипте
- Аџа
- Из касапнице
- Жена са турбаном
- Аутопортрет, 1909-1923
- Кула у Витини, 1918.
- Беспризорни (дијете на улици), 1933.